# 절강 서씨
절강 서씨(浙江徐氏)는 명나라 절강성에서 유래한 한국의 성씨이다.

## 유래
중국 절강성(浙江省) 출신인 시조(始祖) 서해룡(徐海龍)의 증손(曾孫)인 서학(徐鶴)은 도총관(都摠管)으로서 1597년 정유재란(丁酉再亂)때 원병(援兵)하여 공을 세우고 경북 성주 지역에 정착했다. 후손들이 절강성을 본관(本貫)으로 삼고 세계(世系)를 이어오고 있다.